# Ormosia gracilis
Ormosia gracilis är en ärtväxtart som beskrevs av David Prain. Ormosia gracilis ingår i släktet Ormosia och familjen ärtväxter. Inga underarter finns listade i Catalogue of Life.